# Cernay
Cernay é uma comuna francesa na região administrativa de Grande Leste, no departamento Alto Reno. Estende-se por uma área de 18,03 km², com 10 313 habitantes, segundo os censos de 1999, com uma densidade 572 hab/km².